# Ctenus andamanensis
Ctenus andamanensis este o specie de păianjeni din genul Ctenus, familia Ctenidae, descrisă de Gravely, 1931. Conform Catalogue of Life specia Ctenus andamanensis nu are subspecii cunoscute.